# Épieds (Maine i Loara)
Epieds – miejscowość i gmina we Francji, w regionie Kraj Loary, w departamencie Maine i Loara.
Według danych na rok 2010 gminę zamieszkiwało 709 osób, a gęstość zaludnienia wynosiła 26 osób/km².